# Parti sénégalais du progrès
Le Parti sénégalais du progrès (PSP) est un parti politique sénégalais dirigé par Adama Kamara, professeur de Lettres modernes. Avant sa présidence, le parti était dirigé par Famara Keïta, professeur d'anglaisis.

## Histoire
Le Parti sénégalais du progrès (PSP) a été officiellement créé le 8 mars 1999, et depuis lors, il est devenu un acteur actif et influent de la scène politique sénégalaise. Son engagement politique cohérent s'est illustré par sa participation active au sein de divers regroupements de l'opposition, tels que la Coordination des Patriotes du Sénégal (CPC), la Coalition pour l'Alternance (CPA), le FRONT SIGGIL SENEGAL, BENNO SIGGIL SENEGAL, M23, BENNO BOK YAKAAR, et bien d'autres.

## Orientation
Le PSP a clairement défini ses objectifs en tant que parti politique. Ces objectifs incluent le regroupement de tous les Sénégalais partisans du progrès, de la prospérité nationale, de l'unité nationale, de la paix et de la justice sociale. Le parti s'engage également à mettre en œuvre tous les moyens à sa disposition pour promouvoir rapidement le développement intégral de la nation sénégalaise, tout en cultivant des valeurs telles que l'unité, la fraternité, la solidarité, la paix et le respect mutuel."

## Symboles
Sa couleur est le bleu ciel, son emblème est un taureau et une étoile orange à cinq branches.

## Organisation
Le siège officiel du Parti Sénégalais du Progrès (PSP) est situé à Thiès.
Après le décès de monsieur Famara Keita, secrétaire général national du parti, regretté et pleuré par tous, le 7 octobre 2010, le PSP a organisé un congrès à Thiès le 9 juin 2013. Au cours de ce congrès, des ajustements ont été apportés au sein du Bureau Exécutif National en conformité avec les statuts, règlements et les lois réglementant les partis politiques au Sénégal.
Lors de ce renouvellement des instances du parti, tous les membres ont souhaité rendre un hommage émouvant à feu au Secrétaire Général, monsieur Famara Keita. C'était un homme de conviction, un patri
Afin de perpétuer sa mémoire et de réaffirmer leur adhésion aux valeurs du parti, les militants ont renouvelé leur engagement à travailler avec zèle pour réaliser les objectifs du parti, tels qu'exprimés dans son projet de société.